# كانديس كوهين أهنين
كانديس كوهين أهنين (بالفرنسية: Candice Cohen-Ahnine)‏ (مواليد 1977 - 16 أغسطس 2012) هي أم يهودية فرنسية رفعت قضية قانونية ضد الأمير السعودي سطام بن خالد بن ناصر آل سعود بشأن حضانة طفلتها آية، التي قالت إنها اختطفت منها. في يناير / كانون الثاني 2012، قضت محكمة فرنسية بأن على الأمير تسليم الطفل إلى كوهين أحنين وأن الأمير واجه مذكرة توقيف دولية. في 16 أغسطس 2012، سقطت كوهين أحنين من نافذة في باريس في ظروف غامضة وتُوفيت.

## صراع على حق الحضانة
في عام 1998، التقت كوهين أهنين مع الأمير سطام بن خالد بن ناصر آل سعود، حفيد الأمير ناصر في لندن في ملهى ليلي أثناء عطلته في لندن.  عندما كان عمرها 18 عامًا.
في نوفمبر 2001، ولدت ابنتهما آية.
استمرت العلاقة بين كوهين أهنين والأمير سطام، على الرغم من الاختلافات في الدين والجنسية  حتى أعلن في عام 2006 أنه ملزم بالزواج من ابنة عمه، لكن كوهين أهنين يمكن أن تبقى كزوجة ثانية. لكن رفضت أن تصبح زوجة ثانية وافترقا.
في سبتمبر 2008، يُقال بأن قام الأمير سطام باختطاف آية عندما قامت هي ووالدتها بزيارة المملكة العربية السعودية. قالت كوهين أهنين إنه تم توجيه تهمه لها من قبل السلطات السعودية بأنها مسلمة تحولت إلى اليهودية، وهي جريمة تُسبب الإعدام في المملكة العربية السعودية، واحتُجزت في قصر الأمير. ومع ذلك، فقد هربت من القصر وهربت إلى السفارة الفرنسية،   ثم عادت بعد ذلك إلى فرنسا.  منذ ذلك الحين، تعيش آية في قصر بالرياض، بينما حاولت وزارة الخارجية الفرنسية (وكذلك الرئيس الفرنسي السابق نيكولا ساركوزي) إعادة الطفلة إلى فرنسا.  تحدثت آية من حين لآخر مع والدتها عبر الهاتف.
نفى الأمير سطام أنه اختطف آية أو والدتها، قائلاً إن كوهين أهنين مسموح لها «بالذهاب والرحيل كما تشاء» وأنها اعتنقت الإسلام وتزوجت الأمير سطام بموجب الشريعة الإسلامية. وقال الأمير إن شروط الطلاق التي وضعت في المحاكم في لبنان والمملكة العربية السعودية تتطلب من الوالدين تقاسم حضانة الطفل. وقال الأمير أيضًا إنه تم إنشاء بروتوكول يتيح لكوهين-أهنين منزلًا (جميع تكاليفه مدفوعة) وإمكانية أخذ آية في إجازة لمدة 1.5 شهرًا في السنة.
شاركت كوهين أهنين في محاولات دبلوماسية للحصول على حضانة آية، وكتبت كتابًا عن كفاحها، بعنوان «أعطني ابنتي»! . صرحت بأنها شاهدت صور آية على موقع الفيس بوك على النقاب وتلعب بأسلحة الأمير، وأصبحت تشعر بالقلق إزاء ابنتها.

### حكم المحكمة
في يناير 2012، أمرت محكمة جنايات في باريس الأمير سطام آل سعود بتسليم حضانة آية إلى والدتها وأيضًا تقديم دعم الطفل بقيمة 10,000 يورو (8,300 جنيه إسترليني) كل شهر. قال كوهين أهنين أن الحكم كان «انتصارًا كبيرًا بالنسبة لي ويدل على كل ما قلته... لكن ما زلت قلقة للغاية على مستقبل طفلي.» وقال محامي كوهين أهنين: «إنها خطوة أولى في رحلة طويلة. يجب إعادة آية إلى والدتها حتى تتمكن من العيش في فرنسا»
قال الأمير سطام إنه سيطعن في القرار ويرسل محامين إلى فرنسا وقال إن فرنسا ليس لها الحق في استعادتها. قال الأمير «إنها مواطنة سعودية وأميرة. لا يمكنهم إجبار الأميرة على مغادرة السعودية.»  قال الأمير أيضًا، «إذا لزم الأمر، سأذهب مثل أسامة بن لادن والاختباء في الجبال مع آية».  نتيجة لقرار المحكمة، واجه الأمير سطام مذكرة توقيف دولية بتجاهل الحكم.

## الوفاة
بعد صدور حكم المحكمة، استعدت كوهين أهنين للمغادرة إلى الرياض في سبتمبر 2012 لزيارة آية.  
في 16 أغسطس، توفيت كوهين أهنين بعد سقوطها من نافذة في باريس، وتُوفيت.    ليس من الواضح ما إذا كانت الوفاة كانت حادثًا أم أنها جريمة قتل.
قبل أيام قليلة من وفاتها، أخبرت كوهين أهنين أقاربها أنها شعرت بالتهديد وأن الشرطة الفرنسية كانت تحقق فيما إذا كانت تحاول الهرب من شقتها «كما لو كانت تهرب من شيء خطير» وسقطت خارج المنزل. نافذة أو شباك. وفقًا لمعايير لندن ايفنينق، أشارت التحقيقات التي أجراها المدعي العام في باريس إلى أنها كانت تحاول الوصول إلى شقة مجاورة بالتسلق عبر النافذة. 
وقال محامي كوهين أهنين إن الوفاة كانت على ما يبدو "نوعًا من الحوادث" ولم يكن يعلم ما إذا كانت ضارة، لكنه قال إن "ما يمكنني قوله هو أنه لم يكن انتحارًا". وقال جان كلود الفاسي مؤلف مشارك في كتاب كوهين أحنين، "لا يمكنني إلا أن أشعر بالاشمئزاز من بطء قاضي التحقيق المسؤول عن قضيتها، التي لم تسلم قط مذكرة توقيف بحق الأمير بعد ثلاث سنوات من التحقيق.
في 21 أغسطس، أعلنت الشرطة أن وفاة كوهين أهنين كانت حادث. وأكد أحد الشهود رؤيتها وهي تحاول الانتقال من نافذة إلى أخرى. تشتبه الشرطة في أنها كانت تحت تأثير الأدوية المضادة للاكتئاب.
في 14 يونيو 2013، تم الإعلان عن أن زوجها الثاني آلان كوكوميل كان "mis en examen" (في الإجراءات الجنائية الفرنسية معناها أنه الشخص رسميًا مشتبه به في القانون). 